# Léonce Hallez-Claparède
Pour les articles homonymes, voir Hallez et Claparède.
Xavier Alphonse Emmanuel Léonce, comte Hallez-Claparède (7 juin 1813 à Paris - 9 avril 1870 à Colmar), est un homme politique français du XIXe siècle.

## Biographie
Le comte Hallez-Claparède étudia le droit et se fit recevoir avocat. Il n'était qu'avocat-stagiaire lorsqu'il fut nommé, sous Louis-Philippe Ier, inspecteur général adjoint des prisons du royaume ; ce fut en cette qualité qu'il adressa au ministre de l'Intérieur deux rapports, l'un Sur le Système pénitentiaire (1838, in-8), l'autre sur les Prisons de la Prusse (1843, in-4).
Il était devenu maître des requêtes au Conseil d'État et conseiller général du Bas-Rhin lorsque, le 21 décembre 1844, il se présenta aux électeurs de Schlettstadt (Sélestat) pour succéder à son père, décédé, comme député du 5e collège du Bas-Rhin. Il fut élu par 186 voix sur 331 votants contre 145 au maire de Sélestat Jean-Baptiste Marande. Il vint prendre place dans les rangs de la majorité conservatrice, s'abstint toutefois dans le vote sur l'indemnité Pritchard, mais se prononça contre la proposition Rémusat tendant à réduire le nombre des députés fonctionnaires. Réélu le 1er août 1846, par 311 voix (325 votants, 406 inscrits), il vit d'abord son élection invalidée par la Chambre des députés, mais il obtint, le 19 septembre de la même année, une nouvelle confirmation de son mandat.
Écarté de la scène politique par les événements de février 1848, Hallez-Claparède, partisan du gouvernement de Louis-Napoléon Bonaparte, revint, avec l'appui officiel, le 29 février 1852, représenter au Corps législatif le département du Bas-Rhin qui lui avait donné 26 554 voix (27 060 votants, 33 411 inscrits). Il participa au rétablissement de l'Empire mais donna sa démission de maître des requêtes en protestation contre les décrets relatifs aux biens de la famille d'Orléans, et fut encore réélu député avec le soutien de l'administration le 22 juin 1857 par 25 661 voix (26 045 votants, 34 272 inscrits). Il siégea dans la majorité tout en inclinant vers le groupe orléaniste.
M. Hallez-Claparède perdit, au renouvellement du 1er juin 1863, la candidature au profit de M. Zorn de Bulach, et n'obtint en conséquence, que 14 794 voix contre 14 921 à l'élu. L'élection de M. Zorn de Bulach fut invalidée par la Chambre et M. Hallez-Claparède prit sa revanche le 17 janvier 1864, et fut élu par 14 983 voix (29 495 votants, 35 059 inscrits) contre 14 434 à son concurrent.
Il quitta le Corps législatif en 1869, et ne se représenta pas. Il avait prononcé au Palais Bourbon divers discours : sur l'organisation du Conseil d'État, sur le régime électoral en Algérie, les tabacs, les salles d'asile, la Légion d'honneur.
Lorsque le comte Hallez-Claparède était à Paris, il résidait au no 3 de la rue Montalivet, immeuble appartenant à la famille Lefèvre-Pontalis.

### Vie familiale
Fils de Philippe Christophe Hallez et de Marie Camille, aînée des filles de Michel Marie Claparède, Léonce épouse en 1844 Pauline Lavinie (fille de Jean Darriule (16 novembre 1774, Arudy - 5 septembre 1850), lieutenant-général, pair de France, grand officier de la Légion d'honneur). Ils eurent ensemble :
- Philippe Raymond (16 janvier 1846 - 22 janvier 1917), dernier de sa lignée, mortellement blessé à un duel contre Louis-Robert de la Bonninère de Beaumont (1833-1896), mari jaloux[1].

## Fonctions
- Avocat ;
- Inspecteur général adjoint des prisons du royaume ;
- Maître des requêtes au Conseil d'État ;
- Conseiller général du Bas-Rhin ;
- Député du 5e collège du Bas-Rhin arrondissement de Sélestat :
  - 21 décembre 1844,
  - 1er août 1846 - février 1848,
  - 29 février 1852,
  - 22 juin 1857 - 1er juin 1863,
  - 17 janvier 1864 - 1869.

## Titres
- Comte Hallez-Claparède[2]. Son frère, Amédée, releva les noms, armes et titres des Claparède mais mourut sans postérité.

## Distinctions
- Chevalier de la Légion d'honneur (1851).

## Règlement d'armoiries
« Armes des Hallez-Claparède : Coupé : au 1, parti : a. du quartier des Comtes militaires de l'Empire ; b. de gueules à trois étoiles d'argent, rangées en pal ; au 2, d'argent, à un casque de sable, taré de front, double de gueules, sommé de trois plumes d'autruche du même et brochant sur deux rameaux de laurier de sinople, passés en sautoir. Supports : deux lions regardants d'or., »

## Publications
- Sur le Système pénitentiaire (1838, in-8) ;
- Rapports sur les prisons de la Prusse, sur le régime de quelques prisons de l'Espagne, de l'Angleterre et de l'Allemagne par Lohmeyer et sur le régime des prisons de la Turquie  (1843, in-4) ;
- Rapport à M. le Comte Duchâtel, ministre secrétaire d'État de l'Intérieur, sur les prisons de la Prusse (1843) ;
- Réunion de l'Alsace à la France, Par Léonce Hallez-Claparède, Königliche Bibliothek zu Berlin, Collaborateur Andrew Dickson White, Publié par A. Franck, 1844 :
  - Victor Hugo conservait, à Hauteville House une édition dédicacée par l'auteur cette œuvre :« A Monsieur VH. son très humble serviteur »[5] ;
- Capitulation de Strasbourg, scènes historiques (1862) ;
- Foi et loi à Strasbourg : Ses mutations et ses adhésions dès lors, jusqu'à l'orée du XIXe siècle ;
- Corps législatif. Session de 1865. Discours prononcés par M. le Cte Hallez-Claparède,... dans la discussion de la loi sur les conseils de préfecture et dans la discussion du budget. Séances des 26 mai, 12, 14 et 26 juin 1865 (1865) ;
- Corps législatif. Session 1866. Discours prononcés par le Cte Hallez-Claparède,... Discussions de l'adresse, de la loi sur les Conseils généraux et du budget. Séances des 6 mars, 22 mai et 18 juin 1866 (1866) ;
- Corps législatif. Session de 1867. Discours prononcés par le Cte Hallez-Claparède,... Discussions sur l'enseignement primaire, les comptes de 1863, la loi sur les Conseils municipaux, le chemin de fer Victor Emmanuel et le budget. Séances des 19 et 20 mars, 10 avril, 15 juin et 13 juillet 1867 (1867) ;
- Des Noms propres (1868) ;
- Des Fonctionnaires politiques (1869) ;
- Dictionnaire des anoblissements, contenant l'indication des anoblissements, maintenues de noblesse, concessions, collations de titres, etc., accordés par les rois de France, avec les dates d'enregistrement sur les registres du Parlement de Paris et sur ceux de la Chambre des Comptes et de la Cour des aides, 1270-1790 : Par H. Gourdon de Genouillac,... précédé d'une étude sur les noms propres (1869)